# 3 Dywizja Strzelców Karpackich
3 Dywizja Strzelców Karpackich (3 DSK) – wielka jednostka piechoty Polskich Sił Zbrojnych.

## Powstanie dywizji
Powstała w maju 1942 na terenie Palestyny wskutek połączenia Samodzielnej Brygady Strzelców Karpackich z 9 i 10 Dywizją Piechoty przybyłymi z ZSRR. Jeszcze w czasie walk w Tobruku zadecydowano, że brygada zostanie zluzowana i powiększy swój stan osobowy. Formowanie rozpoczęto 5 maja 1942, trzon jednostki stanowili ochotnicy, którzy zostali zwolnieni z radzieckich łagrów na mocy układu Sikorski-Majski i zostali ewakuowani na Bliski Wschód. Początkowo zamierzano utworzyć dywizję trzybrygadową. W okresie września – listopada 1942 dywizja przeszła z Palestyny do Iraku, gdzie rozmieszczono ją w rejonie Kizil Rabit nad rzeką Dijala. Tu ją zreorganizowano. Weszła w skład Armii Polskiej na Wschodzie. Jednocześnie od 11 listopada 1942 roku do nazwy dywizji dodano cyfrę „3”.
21 lipca 1943 rozkazem Naczelnego Wodza wydzielono z Armii Polskiej na Wschodzie 2 Korpus Polski, którego dowódcą został gen. dyw. Władysław Anders. 3 DSK stała się jego podstawą, dlatego wzmocniono ją 3 Karpackim pułkiem artylerii przeciwpancernej i 3 Karpackim pułkiem artylerii przeciwlotniczej lekkiej.

## Działania bojowe
Na przełomie 1943/1944 roku Dywizja wraz z 2 Korpusem Polskim została przetransportowana do Włoch. Korpus został podporządkowany dowództwu alianckiej 21 Grupy Armii, która walczyła na Półwyspie Apenińskim. Od 2 lutego 1944 3 Dywizja Strzelców Karpackich zaczęła luzować brytyjską 78 Dywizję Piechoty i zajęła obronę nad rzeką Sangro.
Wzięła ona udział w walkach o przełamanie linii Gustawa, której kluczowym punktem oporu był klasztor na Monte Cassino. 3 Dywizja Strzelców Karpackich walki toczyła w dniach 11–29 maja.
Natarcie rozpoczęło się w nocy z 11 na 12 maja 1944. Karpatczycy mieli za zadanie opanować wzgórze 593 i farmę Massa Albaneta. Mimo zaciętego oporu Niemców udało się przejąć kontrolę nad wzgórzem, lecz straty w pierwszym rzucie wynosiły od 30 do 70 procent stanu osobowego. Nocą zarządzono odwrót, a w dniach 13–16 maja jednostka prowadziła działania rozpoznawcze i neutralizowała liczne pola minowe. Drugi (i decydujący) szturm ruszył nocą 16 maja. Przed dywizją stanęło identyczne zadanie – zdobycie wzgórza 593 i farmy. Atak piechurów był wspierany przez czołgi 4 pułku pancernego. Jeszcze tej samej nocy zdobyto wzgórze 593, a następnego dnia 569. 18 maja patrol 12 pułku Ułanów Podolskich zatknął biało-czerwoną flagę na ruinach klasztoru. 25 maja, w ramach oczyszczania terenu z resztek wojsk niemieckich, zajęła Piedimonte.
Wkrótce przed dywizją stanęło nowe zadanie – przełamanie linii Gotów, systemu umocnień opierających się o stoki Apeninu Toskańskiego. 7 czerwca jednostka zajęła pozycje nad rzeką Ortona i ruszyła do pościgu za nieprzyjacielem. 18 czerwca wyzwoliła miasto Pescara, po czym napotkała opór nad rzeką Chienti, który został przełamany 30 czerwca 1944 roku. Na lewo od 3 DSK operowała 5 Kresowa Dywizja Piechoty, która otrzymała za zadanie opanowanie miasta Ankona. Karpatczycy mieli prowadzić działania zmylające. Natarcie ruszyło 17 lipca, zajęto miasto Offagna, co umożliwiło obejście miasta od tyłu. W dniu 18 lipca jednostki 3 DSK wkroczyły do Ankony. Do 9 sierpnia likwidowano ogniska oporu, kiedy to ruszyło nowe natarcie, którego celem było odrzucenie nieprzyjaciela od miasta, Karpatczycy po ciężkich walkach dotarli do rzeki Scapezzano. 19 sierpnia po raz kolejny poprowadzono uderzenie na niemieckie pozycje, celem było ostateczne przerwanie umocnień. W ciągu trzech dni walk nad rzeką Metauro zniszczono niemiecką 278 Dywizję Piechoty, 31 sierpnia piechurzy zajęli główny punkt oporu – miasto Pesaro. 5 września 1944 roku 2 Korpus Polski został przesunięty do odwodów, a wraz z nim także 3 DSK. W dniach 6–17 grudnia 1944 roku wzięła udział w natarciu nad rzeką Senio, a po jej osiągnięciu zajmowała tam pozycję obronną, do kwietnia 1945 roku.
Ostatnią operacją, w której uczestniczyła 3 Dywizja Strzelców Karpackich, była ofensywa w Dolinie Lombardzkiej, która miała miejsce na przełomie kwietnia i maja 1945 roku. W ramach działań 2 Korpus Polski otrzymał za zadanie sforsowanie rzeki Senio na północ od miasta Faenza, osiągnąć szosę Ferrara-Bolonia i opanować Bolonię. 9 kwietnia ruszyło natarcie, poprzedzone ostrzałem 1200 dział i nalotem 700 bombowców. Przyczółki miała zdobyć 3 Dywizja, po czym do akcji miały ruszyć pozostałe jednostki. W czasie przeprawy 18 bombowców typu „Liberator” omyłkowo zbombardowało polskich żołnierzy, lecz nie zatrzymało to natarcia. 12 kwietnia rzekę sforsowano, a pod miejscowością Santerno rozbito niemiecką 4 Dywizją Strzelców Spadochronowych. Ponieważ nieprzyjaciel cały czas wycofywał się, generał Anders podjął decyzję o przejściu do pościgu, który po szosie nr 9 miało prowadzić zgrupowanie „Rud” (3 Brygada Strzelców Karpackich – z 3 DSK, czołgi i artyleria) – dowodzonego przez gen. Rudnickiego. 17 kwietnia zajęło ono miejscowość Castel San Pietro, 20 kwietnia sforsowało rzeki Giana i Idice. O świcie w dniu 21 kwietnia 1945 oddziały dywizji wkroczyły do Bolonii. Te działania zakończyły szlak bojowy dywizji.

## Po wojnie
Po zakończeniu II wojny światowej 3 Dywizja Strzelców Karpackich pozostała na terenie Włoch wraz z całym korpusem w składzie wojsk okupacyjnych.
Początkowo oddziały dywizji zostały rozlokowane w okolicach Bolonii. Dowództwo dywizji mieściło się w Quarto, 1 BSK w rejonie Granarolo – Castel Maggiore, 2 BSK w rejonie Granarolo, 3 BSK na północ od drogi Bolonia – Castenaso.
W połowie maja rozpoczęto przegrupowywanie dywizji na południe Włoch. 2 BSK przeszła w okolice Pedaso. Dowództwo brygady zakwaterowano w Campofilone, a pododdziały w Carassai, Montefiore dell’Aso i Villa Valmirana. W czerwcu 3 DSK dowództwo dywizji oraz 2. i 3 BSK przeniesiono w Apenin Emiliański, w rejon Castrocaro. 1 BSK pozostała w okolicach Bolonii. W lipcu dokonano kolejnych przesunięć. Dowództwo dywizji i część oddziałów dywizyjnych rozmieszczono w Cupra Marittima. 2 BSK kwaterowała w Grottammare i Ripatransone, 3 BSK całością sił w Grottammare, 1 BSK weszła w skład Grupy „Straż” pełniącej służbę wartowniczą przy niemieckich obozach jenieckich w rejonie Rimini-Cervia.
Kolejną dyslokację dywizji przeprowadzono pod koniec października. Dowództwo dywizji przeniesiono do San Benedetto del Tronto, a 3 BSK przeszła z Grottamare do Senigalli, Jesi i Falconara. W tym rejonie 3 Brygada pełniła służbę wartowniczą. Na początku grudnia 2 BSK przesunięto do rejonu Bari, gdzie też pełniła służbę wartowniczą.
Wiosną 1946 roku dokonano niewielkich zmian w rozlokowaniu dywizji. Związane były przede wszystkim z rotacją pododdziałów wartowniczych. 5. i 7 batalion strzelców przesunięto w rejon Salerno. W drugiej połowie 1946 roku oddziały 3 DSK kwaterowały w czterech włoskich prowincjach: Marche, Abruzzi, Molise i Puglia.
We wrześniu 1946 roku została przetransportowana na teren Wielkiej Brytanii i tam zdemobilizowana.

## Struktura organizacyjna 3 DSK

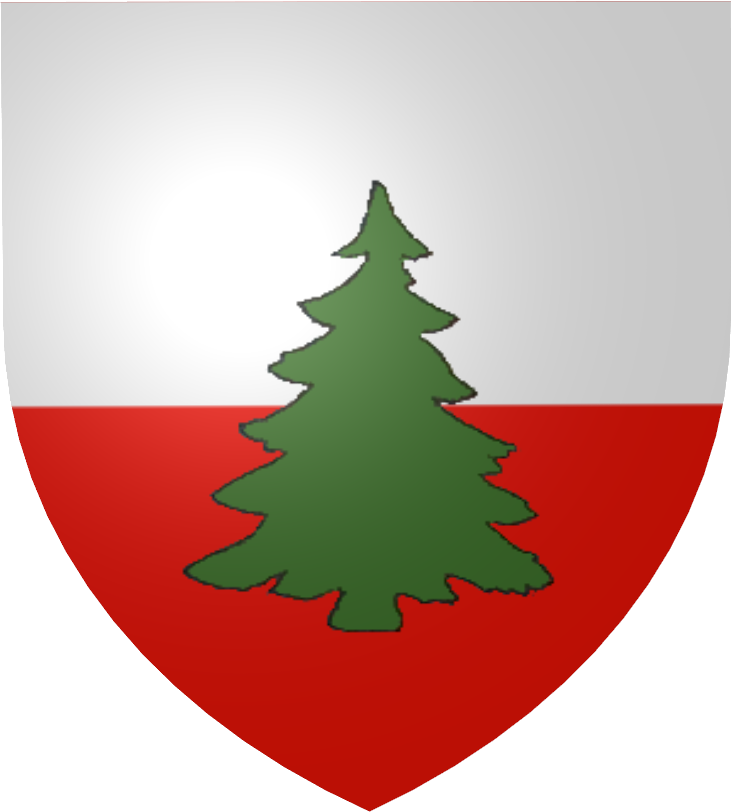
Oznaka rozpoznawcza 3 DSK

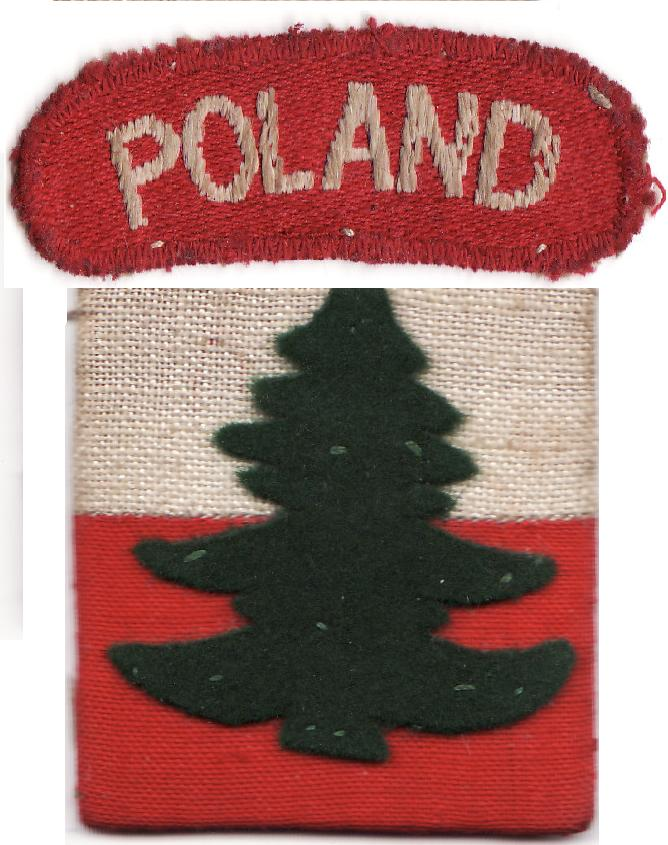
Oznaka rozpoznawcza 3 DSK

Kwatera Główna 3 Dywizji Strzelców Karpackich
- kompania sztabowa
- 1 Brygada Strzelców Karpackich
- 2 Brygada Strzelców Karpackich
- 3 Brygada Strzelców Karpackich (1942 i 1945–1947)

Kwatera Główna Artylerii Dywizyjnej
- 1 Karpacki pułk artylerii lekkiej
- 2 Karpacki pułk artylerii lekkiej
- 3 Karpacki pułk artylerii lekkiej
- 3 Karpacki pułk artylerii przeciwlotniczej lekkiej
- 3 Karpacki pułk artylerii przeciwpancernej

rozpoznawczy pułk samochodów pancernych:
- pułk Ułanów Karpackich (1942–1943)
- 12 pułk Ułanów Podolskich (1943–1945)
- 7 pułk Ułanów Lubelskich (1945–1947)

oddziały broni:
- 3 Karpacki batalion ciężkich karabinów maszynowych
- 3 Karpacki batalion łączności
- 3 Karpacki batalion saperów
- 3 sekcja maskowania
- 3 Karpacki szwadron żandarmerii (do 8 września 1943 roku – 3 szwadron żandarmerii[7])

oddziały służb:
- Dowództwo Oddziałów Zaopatrywania i Transportu
  - dowódca oddziałów – mjr int. z wsw Jan Woźniak
  - dowódca oddziałów – mjr br. panc. Franciszek Pietrzak[8]
  - 1 kompania zaopatrywania – kpt. / mjr int. Jan II Gawroński
  - 2 kompania zaopatrywania – kpt. / mjr Marian Lech
  - 13 kompania zaopatrywania – kpt. / mjr Jan Pietrzak
- 1 kompania warsztatowa – ppor. / kpt. Teodor Stachyra
- 2 kompania warsztatowa – por. br. panc. rez. / kpt. Karol Zenon Angerman
- 13 kompania warsztatowa – kpt. art. / mjr Jerzy Andrzej Mieczysław Kunstetter
- 1 kompania sanitarna
- 2 kompania sanitarna
- 3 pluton higieny
- 3 sekcja przeciwmalaryczna
- 3 sąd polowy – kpt. / mjr aud. mgr Leon Adamczyk
- poczta polowa nr 111

## Obsada personalna dowództwa 3 DSK
Dowódcy dywizji:

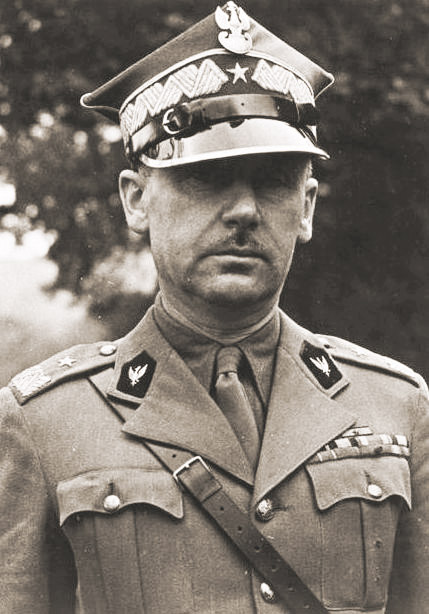
Gen. Stanisław Kopański

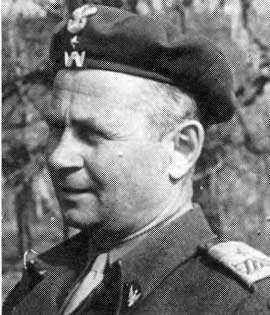
Gen. Bronisław Duch

- gen. bryg. Stanisław Kopański (3 V 1942 – 6 VIII 1943)
- gen. dyw. Bronisław Duch (6 VIII 1943 – 1947)

Zastępcy dowódcy dywizji:
- płk dypl. Jerzy Jan Jastrzębski (V 1942 – 24 IV 1944)
- płk dypl. Marian Smoleński (VIII 1944 – 1947)

II zastępca dowódcy dywizji:
- płk dypl. Władysław Powierza (VII 1945 – 1947)

Szefowie sztabu:
- ppłk dypl. piech. Jerzy Zaremba (3 V – 11 XI 1942 → dowódca 3 pappanc[9])
- mjr / ppłk dypl. Henryk Piątkowski (11 XI 1942[10] – 2 VI 1944)
- mjr/ppłk dypl. Antoni Bolesław Brochwicz-Lewiński (3 VI 1944 – IV 1945)
- ppłk dypl. Michał Rybikowski (od IV 1945)[11]

Szefowie Oddziału Operacyjnego:
- mjr dypl. kaw. Stanisław Maleszewski (V 1942 – 27 VII 1943 → szef sztabu 5 Kresowej DP)
- mjr dypl. kaw. Leon Antoni Bittner (do 1 IX 1943 → dowódca 12 Pułku Ułanów Podolskich)
- kpt. / mjr dypl. Zygmunt Zawadzki (od 1 IX 1943[12])

Kwatermistrz:
- ppłk int. z wsw Wilhelm Rolland

Dowódca artylerii dywizyjnej
- płk art. Zygmunt Łakiński VI 1942–VII 1945[13]
- płk dypl. inż. art. Kazimierz Stafiej VII 1945 – 1947[14]

Dowódca saperów dywizji
- ppłk sap. Stanisław Perko 1944–1945

## Symbole dywizji
Sztandar

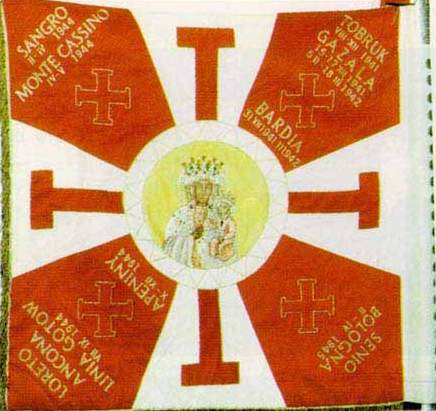
Replika sztandaru 3 DSK (s. lewa)

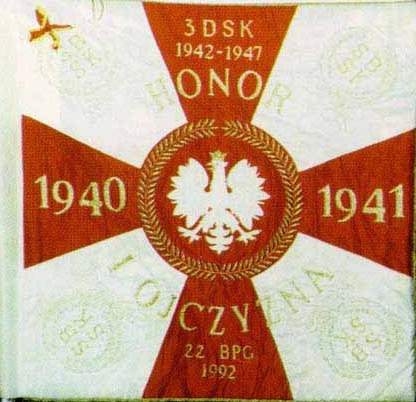
Replika sztandaru 3 DSK (s. prawa)

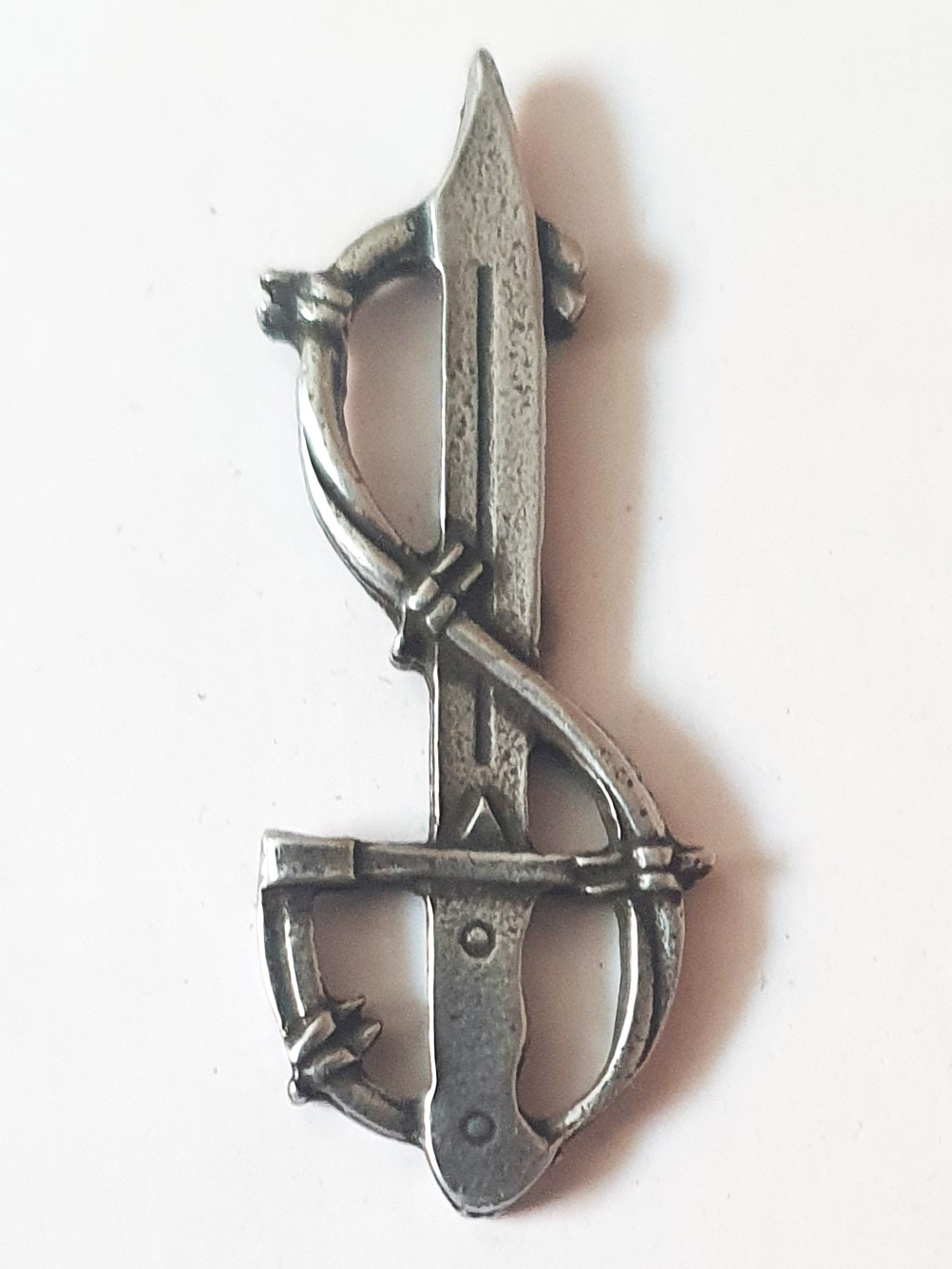
Odznaka szturmowa 3 DSK

Sztandar, ufundowany przez uchodźców polskich w Palestynie, przekazali 29 czerwca 1941 delegacji Samodzielnej Brygady Strzelców Karpackich przedstawiciele kolonii polskiej z Latrun. 27 lipca 1941, pod Sidi Haneish, dowódca brygady wręczył sztandar pocztowi sztandarowemu.
Na stronie głównej sztandaru umieszczono wizerunek Matki Boskiej Częstochowskiej i krzyża jerozolimskiego, na odwrotnej, w środku czerwonego wizerunku krzyża kawalerskiego – godło państwowe, napis „Honor i Ojczyzna” daty „1940–1941”, a w rogach skrót nazwy „SBSK”.
Sztandar dość znacznie różni się od przepisowego wzoru. Godło państwowe i nazwa brygady znalazły się na stronie odwrotnej zamiast na stronie głównej.
Od 3 maja 1942 stanowił on znak bojowy 3 Dywizji Strzelców Karpackich powstałej z przeorganizowania Samodzielnej Brygady Strzelców Karpackich.
Obecnie sztandar brygady eksponowany jest w Instytucie Polskim i Muzeum im. gen. Sikorskiego w Londynie
Odznaka pamiątkowa
Odznaka pamiątkowa 3 DSK została zaprojektowana przez Z. Ochnio i zatwierdzona 6 marca 1944. Głównymi jej elementami są: jodełka z oznaki rozpoznawczej oraz miniaturka Samodzielnej Brygady Strzelców Karpackich nałożona na Odznakę Krzyża Pamiątkowego Monte Cassino. Wykonano ją z białego metalu z nakrętką. W górnej części wpisano inicjały DSK, a w centrum nr 3, w dolnej części znajduje się miniaturka odznaki Samodzielnej Brygady Strzelców Karpackich. Na rewersie umieszczono hasła: WIARA – WYTRWAŁOŚĆ – ZWYCIĘSTWO.
Oznaka rozpoznawcza
Oznaka przedstawia sylwetkę świerka wykonaną z zielonego sukna, naszytą na kwadratową płócienną podkładkę o wymiarach 50x50 mm, zszytą z białej i czerwonej części. Kontury świerka na tle czerwonym były obszyte grubą białą nicią.
Odznaka szturmowa dywizji
Odznakę stanowi bagnet umieszczony pionowo, dookoła głowni drut kolczasty w formie litery S. Jednoczęściowa odznaka była wykonywana w trzech odmianach: złotej, srebrnej i brązowej. Wymiary: 49 x 20 mm; projekt Z. Ochnio; wykonawca:firma F.M Lorioli Fratelli.
Hymn
- „Myśmy tutaj szli z Narwiku...”[1]